# Christina Allzeit
Christina Allzeit (née en 1960 à Berlin) est une peintre allemande.

## Biographie

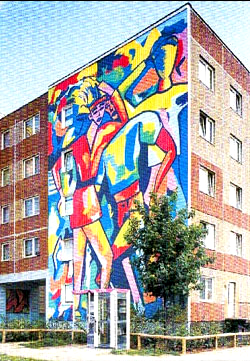
Façade à Hellersdorf.

En 1992 et 1993, Christina Allzeit conçoit une grande façade et des escaliers intérieurs à Berlin-Hellersdorf. Depuis 2004, elle forme des projets avec le peintre muraliste Thierry Noir, Français qui vit à Berlin.
En 2000, elle collabore avec le poète Novàrtes. Depuis 2004, elle prend part aux projets développés pour le nouveau château de Berlin. Depuis l'automne 2004, elle travaille pour le projet de paix mondial MARICI, avec l'idée « One world – one future » ; chaque année, elle peint un tableau d'un 1 m2 par an pour chacun des 195 états du Monde. Une partie des ventes vont à des œuvres caritatives.

## Source de la traduction
- (de) Cet article est partiellement ou en totalité issu de l’article de Wikipédia en allemand intitulé « Christina Allzeit » (voir la liste des auteurs).